# 綜合除法
綜合除法是一種簡便的多項式除法，只需加、乘兩種運算。一般的綜合除法可計算除式為一次多項式時的多項式除法。
被除數的未知數應是降幂排列，抽取係數用以計算。如果除式中的首項係數不是{\displaystyle 1}，使用綜合除法前應先提取除式的首項係數。     

## 一般的綜合除法
设被除式为
{\displaystyle F(x)=a_{n}x^{n}+a_{n-1}x^{n-1}+\cdots +a_{1}x+a_{0}}
设除式为
{\displaystyle G(x)=x-r\,\!}
设商为
{\displaystyle Q(x)=b_{n-1}x^{n-1}+b_{n-2}x^{n-2}+\cdots +b_{1}x+b_{0}}
另外有一个余数s
1. 分离{\displaystyle F(x)}的系数，按降幂写下，再把{\displaystyle r}写在左边，像这样:                          
{\displaystyle {\begin{array}{c|ccccc}~&a_{n}&a_{n-1}&\cdots &a_{1}&a_{0}\\r&~&~&~&~&~\\\hline \end{array}}}
2. 把最左边的系数{\displaystyle a_{n}}直接拖下来，它就是商的最高次项系数：
{\displaystyle {\begin{array}{c|ccccc}~&a_{n}&a_{n-1}&\cdots &a_{1}&a_{0}\\r&~&~&~&~&~\\\hline ~&a_{n}&~&~&~&~\\~&=b_{n-1}&~&~&~&~\\\end{array}}}
3. 把下边的最左边一个数乘上{\displaystyle r}，写到行上边的右边一位：
{\displaystyle {\begin{array}{c|ccccc}~&a_{n}&a_{n-1}&\cdots &a_{1}&a_{0}\\r&~&b_{n-1}r&~&~&~\\\hline ~&a_{n}&~&~&~&~\\~&=b_{n-1}&~&~&~&~\\\end{array}}}
4. 上下两数相加，写到这一列的行下:
{\displaystyle {\begin{array}{c|ccccc}~&a_{n}&a_{n-1}&\cdots &a_{1}&a_{0}\\r&~&b_{n-1}r&~&~&~\\\hline ~&a_{n}&a_{n-1}+b_{n-1}r&~&~&~\\~&=b_{n-1}&=b_{n-2}&~&~&~\\\end{array}}}
5. 重复第3，4步，直到没有剩下的数了:
{\displaystyle {\begin{array}{c|ccccc}~&a_{n}&a_{n-1}&\cdots &a_{1}&a_{0}\\r&~&b_{n-1}r&\cdots &b_{1}r&b_{0}r\\\hline ~&a_{n}&a_{n-1}+b_{n-1}r&\cdots &a_{1}+b_{1}r&a_{0}+b_{0}r\\~&=b_{n-1}&=b_{n-2}&\cdots &=b_{0}&=s\\\end{array}}}
b的值是商{\displaystyle Q(x)}的系数，商的次数比被除式的次数少{\displaystyle 1}。最后的{\displaystyle s}是余数。
例如{\displaystyle 2x^{2}+5x+3}除以{\displaystyle 2x-3}
{\displaystyle {\begin{array}{c|cccc}~&2&5&3\\{\dfrac {3}{2}}&~&3&12\\\hline ~&2&8&15\\\end{array}}}
因为除数用的是3/2，而不是3，所以还需将所得的系数除以2，
故商式为{\displaystyle x+4}，余式为{\displaystyle 15}。
{\displaystyle 2x^{2}+5x+3=(2x+8)\left(x-{\frac {3}{2}}\right)+15=(x+4)(2x-3)+15}

## 推廣的綜合除法
推廣的綜合除法可計算除式為任意多項式的多項式除法。
例如{\displaystyle x^{3}-12x^{2}-42}除以{\displaystyle x^{2}+x-3}
{\displaystyle {\begin{array}{c|cccc}~&1&-12&0&-42\\3&~&~&3&-39\\-1&~&-1&13&~\\\hline ~&1&-13&16&-81\\\end{array}}}
商式為{\displaystyle x-13}，余式為{\displaystyle 16x-81}。
{\displaystyle x^{3}-12x^{2}-42=(x-13)(x^{2}+x-3)+16x-81}